# Maria Clara Paixão de Sousa
Maria Clara Paixão de Sousa é uma linguista brasileira conhecida por suas pesquisas sobre linguística histórica, sintaxe, filologia e humanidades digitais. É professora da Faculdade de Filosofia, Letras e Ciências Humanas da Universidade de São Paulo. É coordenadora, com Vanessa Martins do Monte, do Projeto M.A.P.: Mulheres na América Portuguesa, que investiga documentos escritos por mulheres e sobre mulheres entre 1500 e 1822.